# Coup de Milton Work
| ♠ | x x x |
| ♥ | R x x |
| ♦ | A R…  |
| ♣ | ………   |

| ♠ | …………    |
| ♥ | A x x x |
| ♦ | …………    |
| ♣ | …………    |

| ♠ | ……… |
| ♥ | ……… |
| ♦ | ……… |
| ♣ | ……… |

| ♠ | x x x |
| ♥ | D 2   |
| ♦ | x     |
| ♣ | ………   |

| ♠ | x x x |
| ♥ | R x x |
| ♦ | A R…  |
| ♣ | ………   |

| ♠ | …………    |
| ♥ | A x x x |
| ♦ | …………    |
| ♣ | …………    |

| ♠ | ……… |
| ♥ | ……… |
| ♦ | ……… |
| ♣ | ……… |

| ♠ | x x x |
| ♥ | D 2   |
| ♦ | x     |
| ♣ | ………   |

| ♠ | x x x |
| ♥ | R x x |
| ♦ | A R…  |
| ♣ | ………   |

| ♠ | …………    |
| ♥ | A x x x |
| ♦ | …………    |
| ♣ | …………    |

| ♠ | ……… |
| ♥ | ……… |
| ♦ | ……… |
| ♣ | ……… |

| ♠ | x x x |
| ♥ | D 2   |
| ♦ | x     |
| ♣ | ………   |

| ♠ | x x x |
| ♥ | R x x |
| ♦ | A R…  |
| ♣ | ………   |

| ♠ | …………    |
| ♥ | A x x x |
| ♦ | …………    |
| ♣ | …………    |

| ♠ | ……… |
| ♥ | ……… |
| ♦ | ……… |
| ♣ | ……… |

| ♠ | x x x |
| ♥ | D 2   |
| ♦ | x     |
| ♣ | ………   |

Dans le jeu de bridge, le coup de Milton Work présente à l'adversaire une alternative : donner une levée ou perdre une levée. Dans la position type, ci-contre, Sud joue le 2♥. Ouest peut mettre son As, auquel cas, il permet à Sud de réaliser 2 levées avec la Dame puis le Roi, ou bien ne pas le mettre (jeu « normal »), auquel cas Sud défaussera ensuite la D♥ sur une extra-gagnante du mort (ici le R♦).
Cette alternative sans espoir est aussi parfois appelée Fourchette de Morton (expression anglaise que l'on pourrait traduire par « la peste ou le choléra »).